# Basílica de São Lourenço (Milão)
A Basílica de San Lorenzo Maggiore é uma igreja católica romana em Milão, norte de Itália. Localizada dentro  da cidade, é uma das igrejas mais antigas da cidade, originalmente construída na época Romana, foi ao longo dos séculos diversas vezes reconstruída. Fica próxima da Porta Ticinese medieval e do Parque das Basílicas, que inclui a Basílica de San Lorenzo e a Basílica de Sant'Eustorgio, bem como a Colonne di San Lorenzo romana. Os historiadores de arte H.W. Janson e Anthony F. Janson escrevem que se trata duma construção de "ousada originalidade" e "dá um vislumbre das grandes igrejas construídas por Constantino e dos seus sucessores em Bizâncio, nenhuma das quais sobreviveu aos dias de hoje".

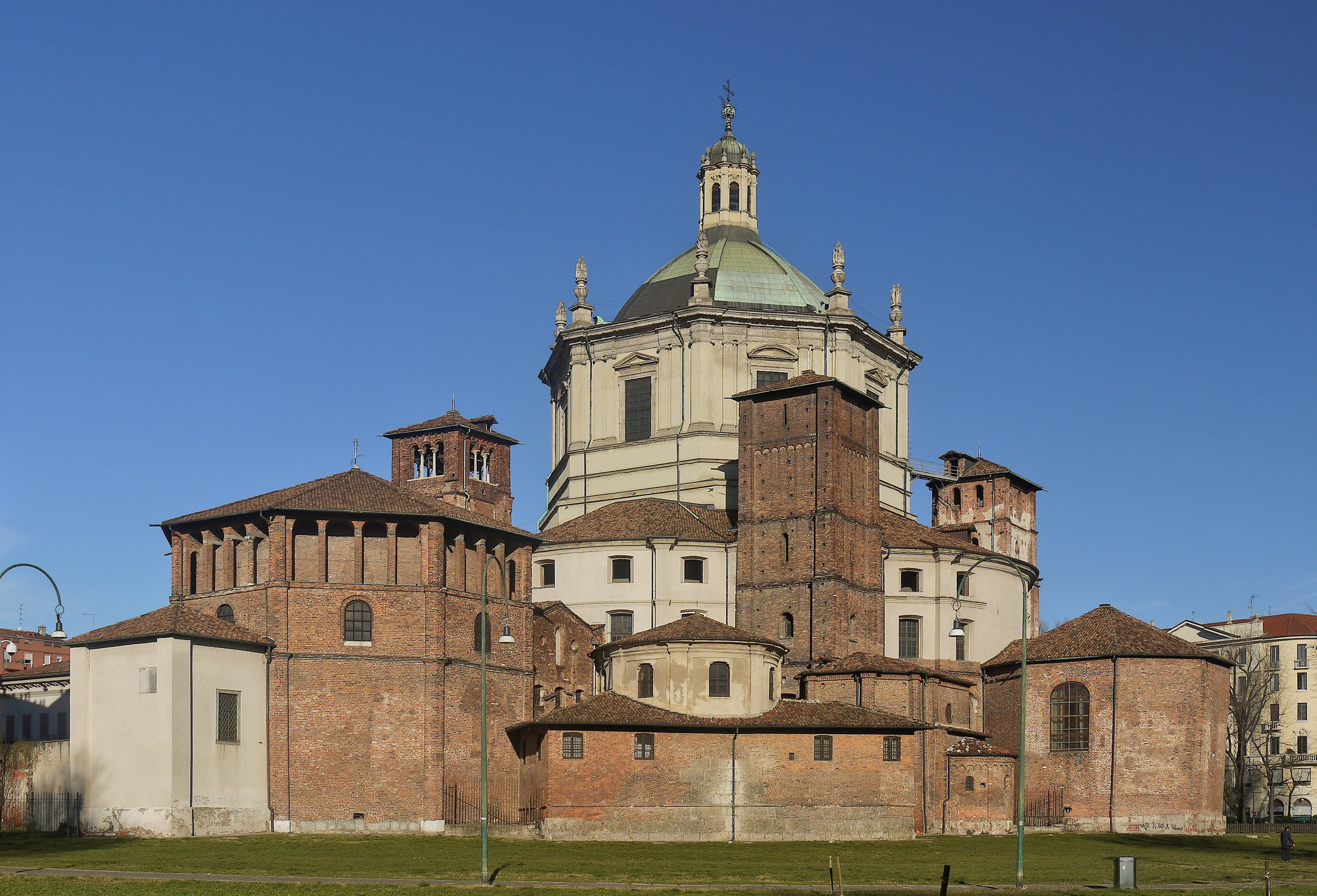
O exterior da igreja

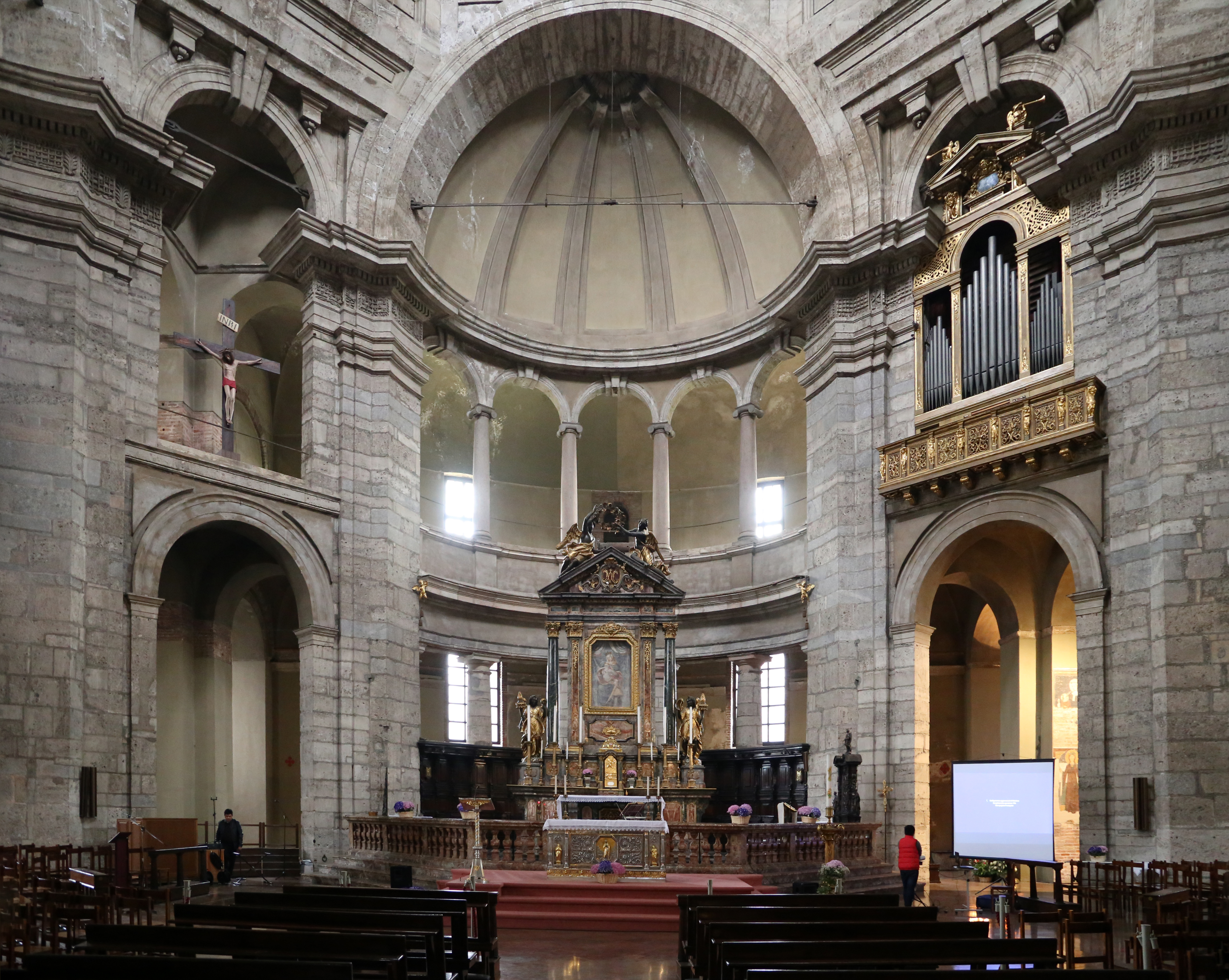
Área central aberta interna